# Monacos herrlandslag i fotboll
Monacos herrlandslag i fotboll är ett lag som representerar Monaco i fotboll. Laget organiseras av Monacos fotbollsförbund kallat  Fédération monégasque de football. De är inte medlemmar  i Fifa eller Uefa.
Första matchen spelades den 11 juni 2000, då man förlorade med 0-5 borta mot Gibraltar. Matchen räknas dock inte som fullt officiell då man använde vissa franska spelare från det monegaskiska seriesystemet.[förklaring behövs] Första officiella matchen spelades i Freiburg im Breisgau den 14 juli 2001, då man slog Tibet. Monaco kom tvåa i turneringen Viva World Cup 2006.

## Urval av matcher
Hemmalaget står till vänster, bortalaget står till höger.
| №              | Lag 1         | Resultat | Lag 2         |
| 27 maj 2005    | Gibraltar     | 4–0      | Monaco        |
| 22 april 2006  | Monaco        | 1–7      | Kosovo        |
| 6 oktober 2012 | Monaco        | 1–2      | Raetien       |
| 22 juni 2013   | Monaco        | 2–0      | Vatikanstaten |
| 10 maj 2014    | Vatikanstaten | 0–2      | Monaco        |